# Janówek (powiat de Sochaczew)
Janówek [jaˈnuvɛk] est un village polonais de la gmina de Brochów dans le powiat de Sochaczew et dans la voïvodie de Mazovie.